# Girolamo Bossi
Girolamo Bossi (Pavia, 1588 – Pavia, 1646) è stato un umanista ed erudito italiano.

## Biografia
Dal 1609 docente al Collegio Taeggi, tra il 1619 e il 1629 Bossi fu professore di eloquenza e di umane lettere alle Scuole Palatine di Milano e dal 1629 lettore di Retorica greca e latina all’Università di Pavia. Membro dell'Accademia degli Affidati di Pavia, di quella degli Insensati di Perugia e di quella degli Umoristi di Roma, era in contatto con innumerevoli e variegate personalità della cultura lombarda contemporanea: nel suo Encomiasticon, una raccolta di elogi in forma epigrafica o epigrammatica, apparivano letterati borromaici come Benedetto Sossago ed Ericio Puteano, ispanisti come Francesco Ellio, primo traduttore italiano del Persiles di Cervantes, storici come Ripamonti e scrittori del calibro di Valeriano Castiglione, Traiano Boccalini e Giovan Battista Marino.

## Opere
Grecista e latinista di fama, Bossi fu autore di varie opere di erudizione latina, tra le quali ebbero particolare importanza:
- De Toga Romana Commentarius, Pavia, 1612; ibid., 1614; inserito nel secondo volume del Novus thesaurus antiquitatum Romanarum di Albert-Henri de Sallengre.
- Isiacus de Sistro, Milano, 1612; ibid., 1622 e in Sallengre, Novus thesaurus antiquitatum Romanarum, vol. 2, 1718.
- De Senatorum Latoclavo observationes, Pavia, 1617 e in Sallengre, Novus thesaurus antiquitatum Romanarum, vol. 2, 1718.
- Ianotarius, sive de Strena Commentarius, Milano 1624; ibid., 1628 e in Sallengre, Novus thesaurus antiquitatum Romanarum, vol. 2, 1718.
- Dissertatio academica de amore philologiæ, Milano, 1627.

Bossi pubblicò tre raccolte di Epistolæ, la prima in 5 libri a Pavia nel 1613; la seconda sempre a Pavia nel 1620, in-4°; la terza a Milano nel 1623.